# Fard (rapper)
Fard, pseudonimo di Farhad Nazarinejad (in persiano فرهاد نظرینژاد‎; Isfahan, 16 giugno 1984), è un rapper iraniano naturalizzato tedesco, cresciuto a Gladbeck, città nella zona della Ruhr, appartenente allo stato della Renania Settentrionale-Vestfalia, in Germania.

## Carriera

### I primi passi
Figlio di due rifugiati iraniani, all'età di dieci anni Fard ha iniziato a interessarsi alla cultura hip-hop. Inizialmente affascinato dai ballerini di break dance, si è poi dedicato al freestyle. Sin da giovane è stato attirato in particolare dalla sfida proposta in quell'ambiente ma, soprattutto, dalla concorrenza rispettosa fra gli sfidanti. Questo lo ha spinto a partecipare da adolescente a numerose freestyle battle della sua zona, fra i rapper della Ruhrpott, emergendo come MC al punto tale da essere presente anche nel DVD 1 on 1 Freestyle Battle. Ancor prima di pubblicare un proprio lavoro ha collaborato con Ercandize e il duo Snaga&Pillath per i rispettivi album.

### L'esordio
Nell'ottobre del 2006, Fard, ha pubblicato il mixtape Blut, Schweiß, Tränen und Triumphe (in italiano Sangue, Sudore, Lacrime e Trionfi). Nel 2007, all'evento Feuer über Deutschland 2, è riuscito a battere Bendt in una freestyle battle, durante la quale ha anche citato il co-fondatore della sua etichetta, il rapper Sido.
Nel 2008 ha pubblicato l'album Omerta. Il titolo deriva dalla parola italiana omertà.
Durante il 2009, Fard ha collaborato con Snaga per produrre l'album Talion.

### Il successo
Il 2010 per Fard è stato l'inizio dell'ascesa nella scena rap tedesca. In quell'anno ha pubblicato, infatti, Alter Ego, il suo primo album registrato in studio. L'album, oltre a contare sulle collaborazioni con Snaga, Kollegah, Farid Bang e Summer Cem, ha raggiunto il 66º posto nella classifica degli album più venduti in Germania e il 56º posto in Svizzera.
Il 4 novembre 2011, ha pubblicato Invictus che è arrivato all'undicesimo posto nella classifica degli album più venduti in Germania. Lo stesso anno ha partecipato anche al programma Cover my Song dove ha cantato una cover di Hey Boss, Ich Brauch Mehr Geld del cantante country Gunter Gabriel che però non ha apprezzato particolarmente la versione proposta da Fard.
Nella primavera del 2013 Fard ha pubblicato l'album Bellum et Pax, che è entrato nella top 3 degli album più venduti in Germania e che poteva contare pure sulle collaborazioni con Snaga, Redman, Ryan Leslie e Bobby V. L'album ha riscosso molto successo anche in Svizzera e in Austria, dove è arrivato, rispettivamente, al 7º e al 14º posto in classifica. Durante il 2014 Fard ha collaborato con Snaga per Talion 2: La Rabia, album dominato da espressioni di ira e di rabbia. A causa dei suoi contenuti, però, Talion 2 è stato oggetto di numerose critiche.
Nel 2015 Fard ha pubblicato l'EP Mezzanin, contenente 5 tracce inedite, e il singolo Mitellos auf dem Mittelmeer (in italiano Senza un soldo nel Mediterraneo) in cui si espone sulla questione dei migranti. Successivamente Fard ha rilasciato un'intervista nella quale ha espresso vicinanza ai rifugiati in una situazione critica e di sentirsi loro molto legato per via delle sue origini, rendendosi conto anche di essere stato più fortunato rispetto a loro.
Sempre nel 2015 è uscito il suo quarto album da solista Ego, arrivato 5° fra gli album più venduti in Germania. L'idea dietro questo album era quella di creare cinque diverse fasi , definiti da lui stesso "mezzanini", a cui assegnare in un secondo momento le canzoni costruendo così tutto l'album. L'intenzione di Fard, con questa trovata, era quella di raccontare tramite l'album un piccolo film di cui lui stesso è il protagonista e si descrive. Grazie al supporto dell'etichetta Warner Fard ha avuto l'opportunità economica di ospitare e collaborare a Gelsenkirchen, nel suo studio, dieci diversi produttori più altri quattro rapper tedeschi e stranieri, tra cui il duo statunitense Mobb Deep.
Il 7 ottobre 2016 Fard ha pubblicato l'album Bei Fame hört Freundschaft riscuotendo un notevole successo, tanto da posizionarsi primo tra gli album più venduti in Germania. Successivamente Fard ha integrato l'album con ulteriori quattro canzoni contenute in Bei Fame hört Freundschaft (Bonus-EP).
Il 2018 è stato un anno molto produttivo. Il 2 marzo è uscito l'album Alter Ego 2 che riprende Alter Ego  del 2010. L'album, formato da 18 tracce, è arrivato secondo nella classifica tedesca degli album più venduti; Fard in Alter Ego 2 ha deciso di tornare a un rap vecchia scuola, simile a quello che praticava a inizio carriera e ascoltava da ragazzo, lasciando da parte esperimenti con basi trap o autotune.Anche in questo caso l'album è stato poi integrato da ulteriori quattro tracce contenute nell'EP Mezzanin Volume 2 e successivamente aggiunte in pianta stabile in  Alter ego 2. Lo stesso anno Fard ha pubblicato Habuubz e Lost Tapes. Lost Tapes, uscito il 20 aprile, contiene, in realtà, solo due tracce inedite sulle dieci appartenenti alla compilation. Le altre otto sono canzoni pubblicate in precedenza da Fard ma non presenti su piattaforme di musica in streaming come Spotify. Il mixtape Habuubz Volume 1, uscito il 31 agosto, invece sembra l'inizio di una serie di mixtape in cui Fard si allontana dalle sue solite sonorità.
Nello stesso anno Fard si è trovato coinvolto in un dissing alimentato dal rapper Fler che non aveva apprezzato una critica mossa da Fard nei confronti del rap moderno e della trap. La discussione è stata poi portata da Fard su un piano più leggero, ricordando i modi usati nel litigio fra il rapper americano 50 Cent e il pugile Floyd Mayweather.
Fra il 2019 e il 2020 Fard ha pubblicato undici singoli inediti fra cui Dogo Argentino e Moonwalk, che hanno anticipato Nazizi, il suo settimo album da solista, la cui pubblicazione è prevista per il 12 giugno 2020.

## Controversie
Nel 2014 il duo formato da Fard e Snaga fu accusato di antisemitismo. A scatenare la polemica è stata la canzone Contraband dell'album Talion 2, pubblicato nello stesso anno. Il primo verso della prima strofa cantata da Fard inizia infatti con le parole "Pro Mudschaheddin, pro Palestine", che secondo gli accusatori sono prova di un forte odio verso gli ebrei. Sempre nella stessa canzone sarebbero presenti alcune delle classiche accuse dell'ideologia antisemita nei confronti della popolazione ebraica: insinuazioni di complotti riguardo ai tassi d'interesse bancari e teorie di cospirazione riguardanti il Gruppo Bilderberg. Inoltre le parole pronunciate da Snaga nella sua strofa  "kontra Peace, kontra Tel Aviv" sembrano avere l'intento di dirigere l'odio di Fard e Snaga, all'interno della canzone, nei confronti della politica di Tel Aviv. Nel relativo videoclip, il tutto è poi accompagnato e illustrato da immagini di mitragliatrici, mazze, torce e un'atmosfera legata all'ambito paramilitare.

## Discografia

### Album
- 2008: Omerta
- 2009: Talion (con Snaga)
- 2010: Alter Ego
- 2011: Invictus
- 2013: Bellum et Pax
- 2014: Talion 2: La Rabia (con Snaga)
- 2015: Ego
- 2016: Bei Fame hört Freundschaft
- 2018: Alter Ego 2

### Mixtape
- 2006: Blut, Schweiß, Tränen und Triumphe
- 2018: Habuubz, Volume 1

### EP
- 2015: Mezzanin
- 2018: Mezzanin, Volume 2

### Compilation
- 2018: Lost Tapes

### Singoli
- 2010: Yaa Siippiii[20]
- 2010: Wort drauf
- 2012: Still Hatin (con Redman)
- 2015: Mitellos auf dem Mittelmeer
- 2017: Lucifer
- 2018: Kennst du Nicht
- 2018: Üff Üff[21]
- 2019: Vayy Vayy
- 2019: Oscar
- 2019: Telegram
- 2019: Mann im Spiegel
- 2019: Zappzarapp
- 2020: Jupiter
- 2020: Eisblume
- 2020: Wunschkonzert(2020 edit)
- 2020: Dogo Argentino
- 2020: Hand Aufs Herz (Jupiter edition)
- 2020: Moonwalk